# كأس أوروبا الوسطى 1957
كأس أوروبا الوسطى 1957 هو موسم من كأس أوروبا الوسطى. أقيم خلال الفترة 26 يونيو 1957 وحتى 4 أغسطس 1957، وشارك فيه  8 فريقاً، وفاز فيه نادي فاساس.